# Oemleria cerasiformis
Oemleria · Oemléria faux-prunier
Genre
Espèce
Statut de conservation UICN

LC : Préoccupation mineure
Oemleria cerasiformis, l’Oemléria faux-prunier, est une espèce de plantes à fleurs de la famille des Rosaceae, la seule espèce du genre Oemleria.
C'est un arbuste à feuilles caduques originaire de l'Ouest de l'Amérique du Nord (Colombie-Britannique, Californie, Oregon, État de Washington), poussant dans les zones forestières humides et relativement sèches, sur les berges de cours d'eau, les pentes, les coteaux, les canyons rocheux, parmi les broussailles côtières et au bord des routes. La plante a été introduite en Grande Bretagne.

## Étymologie
Le nom générique, Oemleria, rend hommage à Augustus Gottlieb Oemler (1774-1852), pharmacien et naturaliste germano-américain. L'épithète spécifique cerasiformis signifie « en forme de cerise », en référence aux petits fruits ressemblant à des prunes ou des cerises.

## Biologie

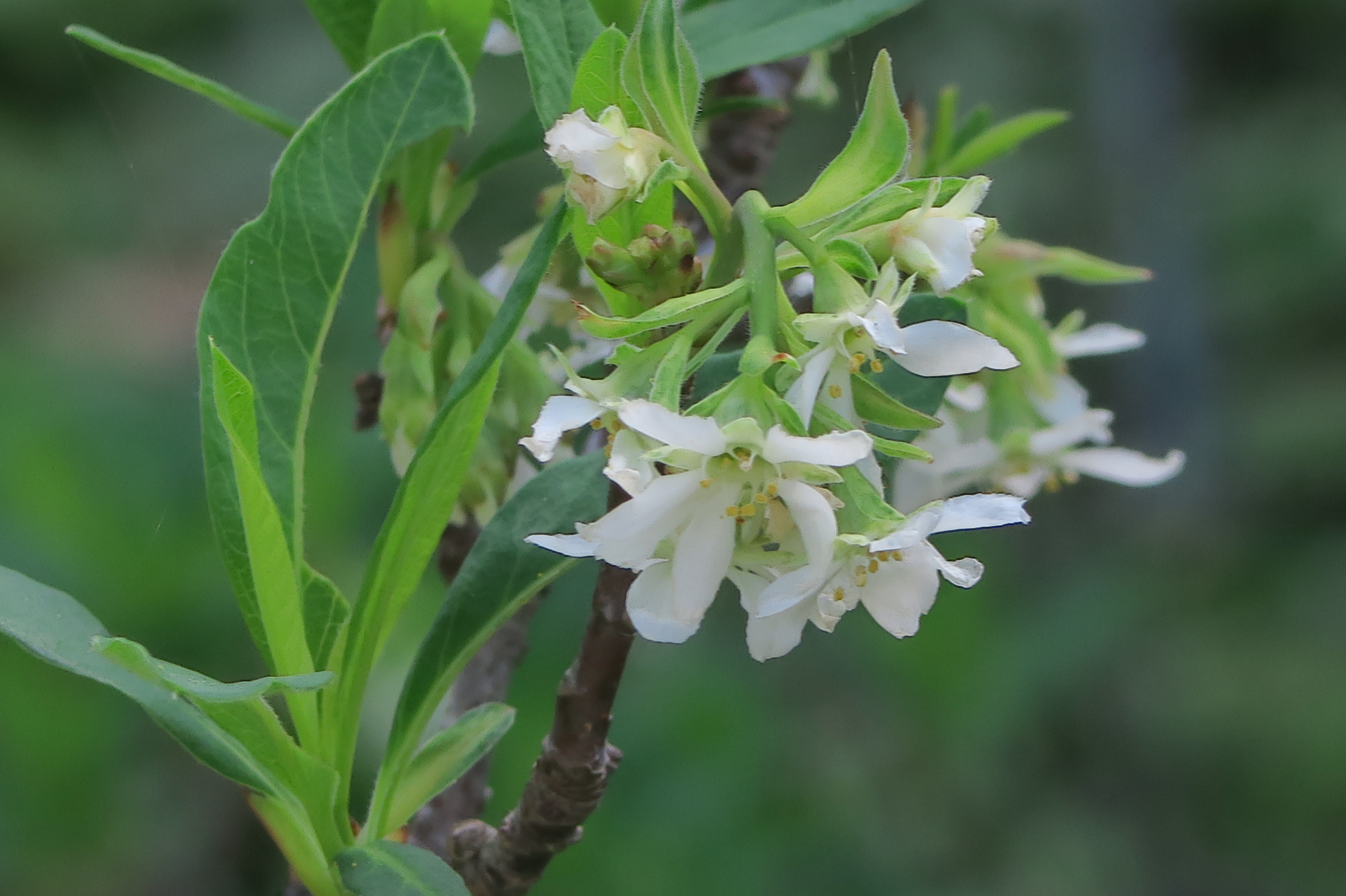
Fleurs.

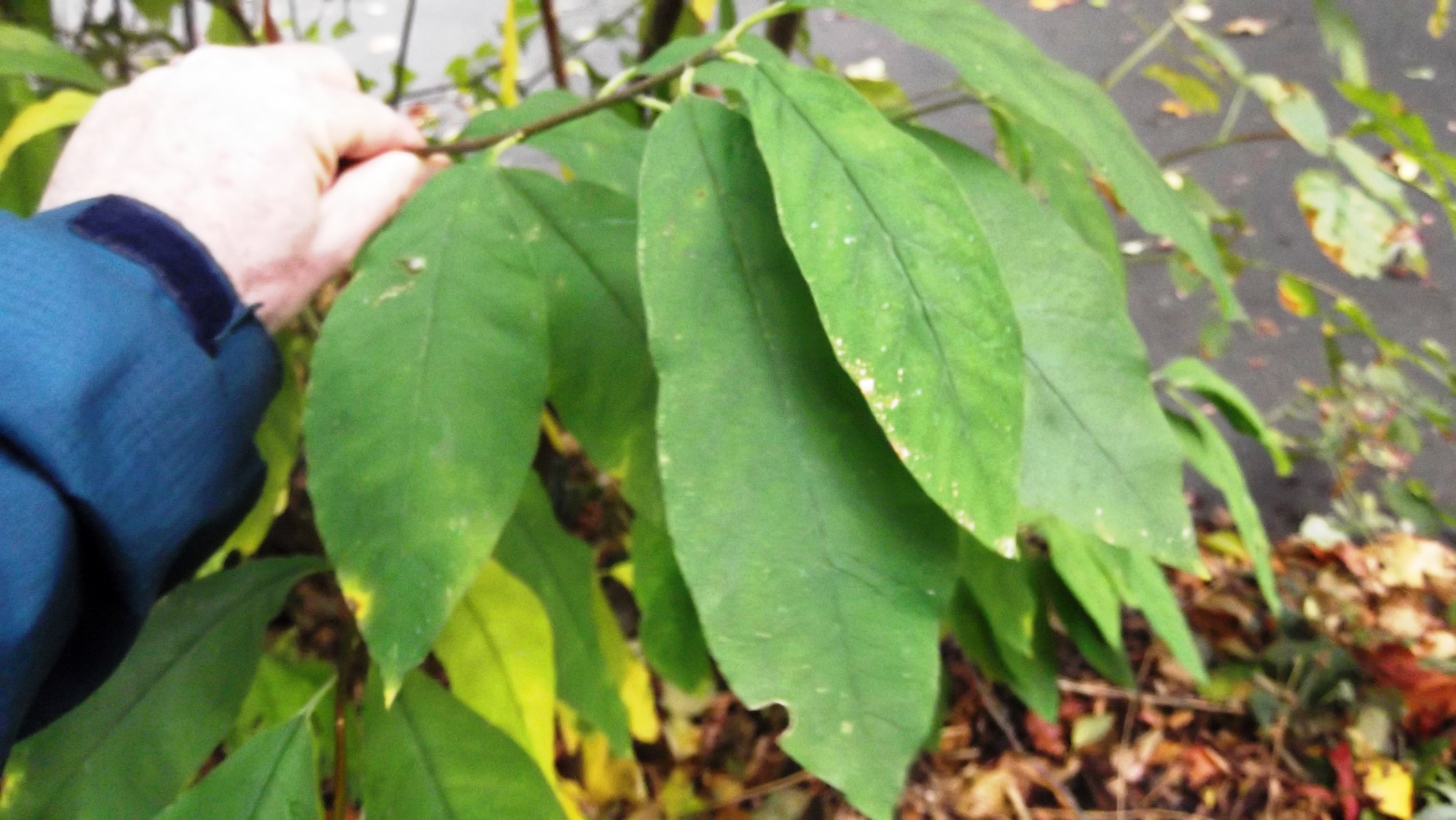
Feuilles.

L'arbuste est réputé pour sa floraison hivernale tardive, étant le premier arbuste indigène à feuilles caduques du Nord-Ouest du Pacifique à fleurir. Ses fleurs blanc verdâtre ont un parfum d'amande et apparaissent en grappes tombantes. Les fleurs s'épanouissent généralement à la fin février et en mars. Elles sont suivies par des fruits dénoyautés, de la taille d'une olive et de la forme d'une petite prune, qui émergent verts, prennent une couleur saumon en mûrissant, et deviennent finalement noir-pourpre au début de l'été (fin juin). Les oiseaux et certains mammifères tels que les écureuils, les renards, les coyotes, les ratons laveurs, les mouffettes, les cerfs, les ours, etc. aiment ce fruit. Les fruits, amers jusqu'à maturité complète, sont comestibles pour les humains, mais contiennent de petites quantités de cyanure d'hydrogène et doivent donc être mangés en petites quantités. Les tiges sont érigées en plein soleil mais arquées à mi-ombre. La couleur jaune automnale des feuilles apparaît à la fin août.

## Systématique
L'espèce a été initialement classée dans le genre Nuttallia sous le basionyme Nuttallia cerasiformis, par les botanistes américains John Torrey et Asa Gray, en 1839. Elle est déplacée dans le genre Oemleria par John Waddell Landon, en 1975, sous le nom correct Oemleria cerasiformis. Edward Lee Greene a décrit plusieurs espèces du genre Osmaronia, mais désormais toutes comprises dans le genre monospécifique Oemleria.
Ce taxon porte en français le nom normalisé « Oemléria faux-prunier »,.
Oemleria cerasiformis a pour synonymes :
- Exochorda davidiana Baill.
- Nuttallia cerasiformis Torr. & A.Gray
- Nuttallia cerasiformis Torrey & Gray ex Hooker & Arnott
- Nuttallia davidiana (Baill.) Baill.
- Osmaronia bracteosa Greene
- Osmaronia cerasiformis (Torr. & A.Gray) Greene
- Osmaronia cerasiformis var. lancifolia Greene
- Osmaronia cerasiformis var. nigra Greene
- Osmaronia demissa Greene
- Osmaronia laurina Greene
- Osmaronia obtusa Greene
- Osmaronia padiformis Greene

Les deux genres suivants sont synonymes de Oemleria :
- Nuttallia Torr. & A.Gray ex Hook. & Arn.
- Osmaronia Greene

### GenreOemleria
- (en) Catalogue of Life : Oemleria Rchb. (consulté le 27 août 2021)
- (en) Flora of North America : Oemleria Reichenbach  (consulté le 27 août 2021)
- (fr + en) GBIF : Oemleria Rchb. (consulté le 27 août 2021)
- (en) GRIN : genre Oemleria Rchb. (+liste d'espèces contenant des synonymes) (consulté le 27 août 2021)
- (en) IPNI : Oemleria Rchb.  (consulté le 27 août 2021)
- (en) IRMNG : Oemleria H.G.L. Reichenbach, 1841 (consulté le 27 août 2021)
- (fr + en) ITIS : Oemleria Reichenb. (consulté le 27 août 2021)
- (en) NCBI : Oemleria (taxons inclus) (consulté le 27 août 2021)
- (en) POWO : Oemleria Rchb. (consulté le 27 août 2021)
- (en) Tropicos : Oemleria Rchb.  (+ liste sous-taxons) (consulté le 27 août 2021)
- (en) WCVP : Oemleria Rchb. (consulté le 27 août 2021)
- (en) World Flora Online : Oemleria Rchb. (+descriptions) (consulté le 27 août 2021)

### EspèceOemleria cerasiformis
- (en) Catalogue of Life : Oemleria cerasiformis (Torr. & A. Gray) J. W. Landon (consulté le 27 août 2021)
- (en) Flora of North America : Oemleria cerasiformis (Torrey & A. Gray) J. W. Landon  (consulté le 27 août 2021)
- (fr + en) GBIF : Oemleria cerasiformis (Torr. & A.Gray) J.W.Landon (consulté le 27 août 2021)
- (en) GRIN : espèce Oemleria cerasiformis (Torr. & A. Gray ex Hook. & Arn.) J. W. Landon (consulté le 27 août 2021)
- (en) IPNI : Oemleria cerasiformis (Torr. & A.Gray ex Hook. & Arn.) J.W.Landon  (consulté le 27 août 2021)
- (en) IRMNG : Oemleria cerasiformis (Torr. & A. Gray ex Hook. & Arn.) J.W. Landon (consulté le 27 août 2021)
- (fr + en) ITIS : Oemleria cerasiformis (Torr. & A. Gray ex Hook. & Arn.) J.W. Landon (consulté le 27 août 2021)
- (en) OEPP : Oemleria cerasiformis (Hooker & Arnott) Greene  (consulté le 27 août 2021)
- (en) NCBI : Oemleria cerasiformis (taxons inclus) (consulté le 27 août 2021)
- (en) POWO : Oemleria cerasiformis (Torr. & A.Gray ex Hook. & Arn.) J.W.Landon (consulté le 27 août 2021)
- (en) Tropicos : Oemleria cerasiformis (Torr. & A. Gray) J.W. Landon  (+ liste sous-taxons) (consulté le 27 août 2021)
- (en) UICN : espèce Oemleria cerasiformis(Torr. & A.Gray ex Hook. & Arn.) J.W.Landon (consulté le 27 août 2021)
- (en) WCVP : Oemleria cerasiformis (Torr. & A.Gray ex Hook. & Arn.) J.W.Landon (consulté le 27 août 2021)
- (en) World Flora Online : Oemleria cerasiformis (Torr. & A.Gray ex Hook. & Arn.) J.W.Landon (+descriptions) (consulté le 27 août 2021)